# Steel Aréna
A Steel Aréna – Košický štadión L. Trojáka (magyarul: Steel Aréna – Kassai Ladislav Troják Stadion) a HC Košice jégkorongcsapat otthona a Szlovák Extraligában.
A Steel Arénát 2006. február 24-én adták át. A 8343 férőhelyes stadion a csapat fő szponzoráról, a U.S. Steel Košice vállalat kapta nevét, valamint Ladislav Troják kassai születésű jégkorongozóról, aki az első szlovák, aki világbajnokságot nyert a csehszlovák válogatottal.
A Steel Aréna adott otthont a 2011-es IIHF jégkorong-világbajnokságnak (a pozsonyi Orange Arena mellett). A stadion kijelzője a világ legjobbjai közé tartozik. 
Az aréna nemcsak sporteseményeknek, de koncerteknek, jégrevüknek is helyt ad. Fellépett itt többek között Bryan Adams, a Deep Purple, Jean-Michel Jarre, Andrea Bocelli, a Scorpions (az Omegával közösen), Eros Ramazzotti és Elton John.

## Galéria

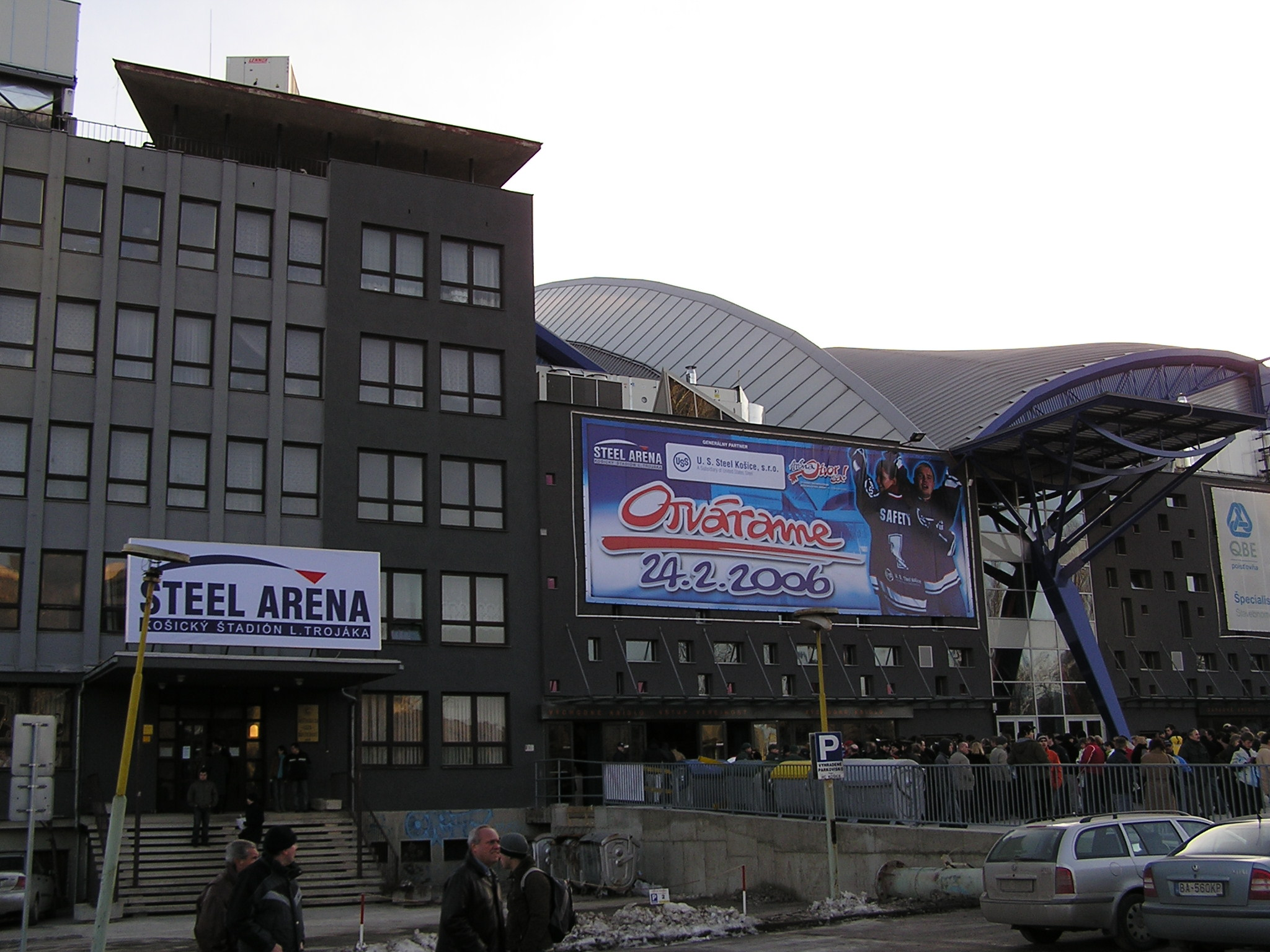
A Steel Aréna átadása (2006. február 24.)
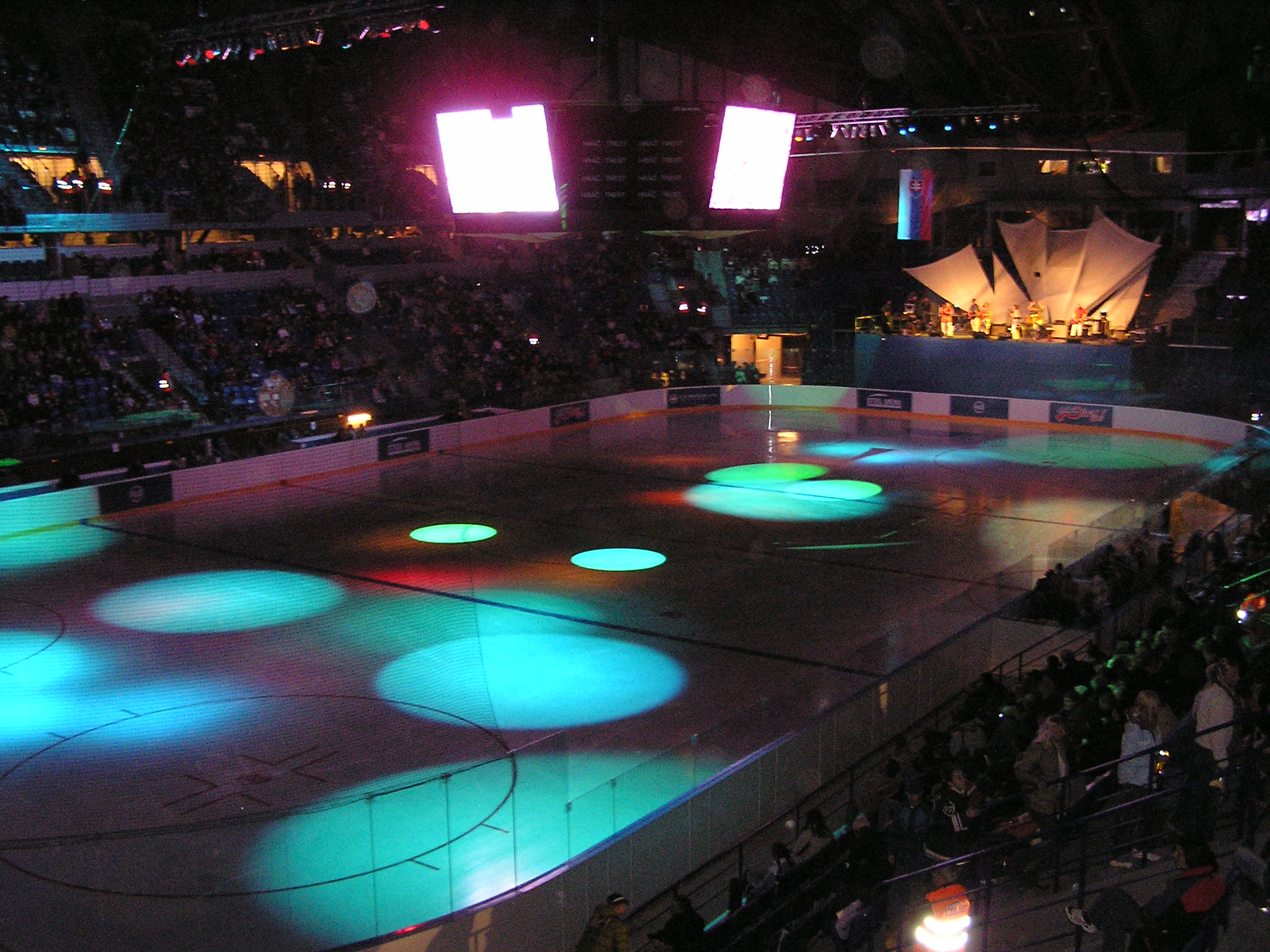
A megnyitó ünnepség
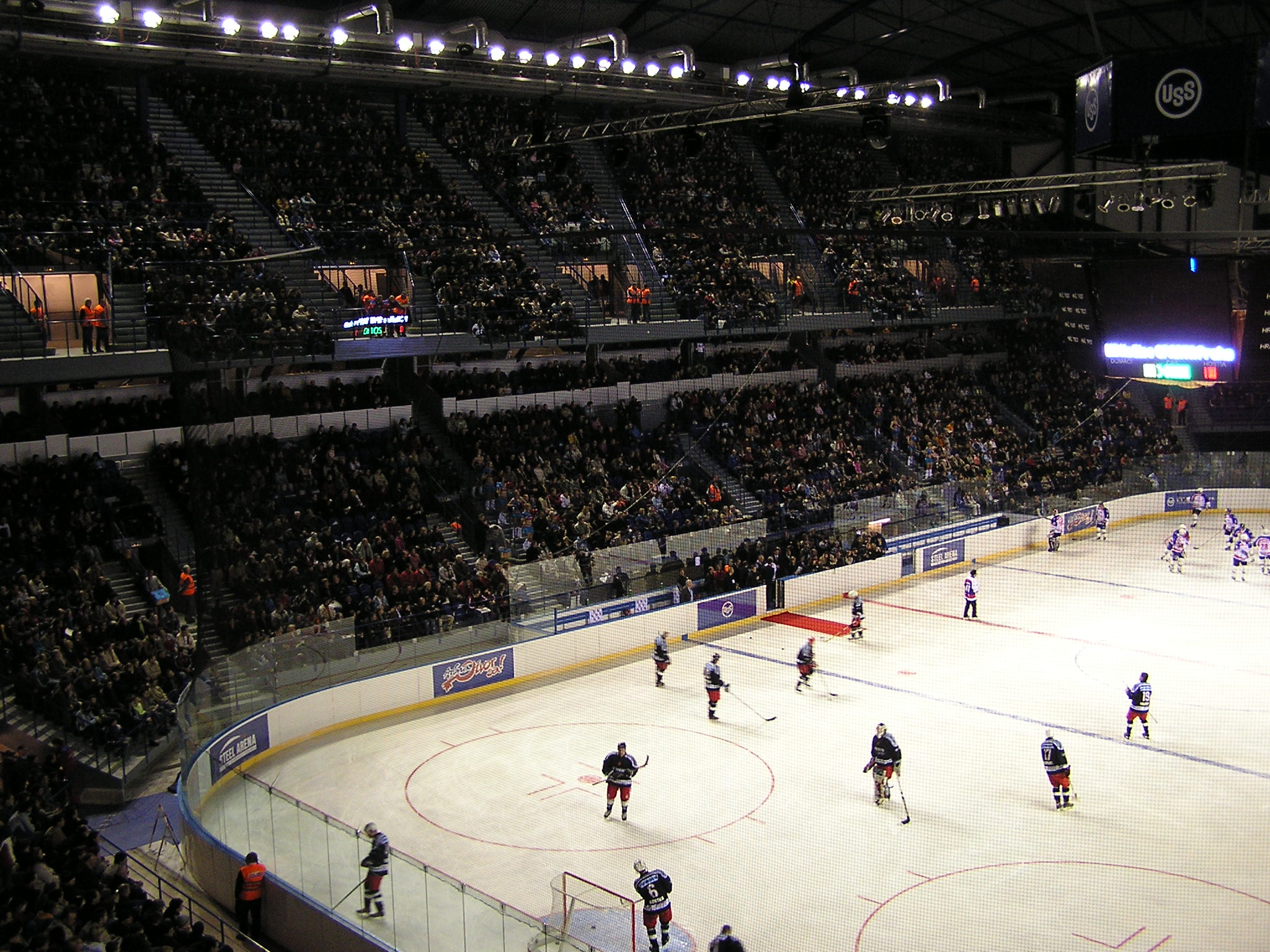
Az első jégkorong-mérkőzés a stadionban – HC Sparta Praha "Old Boys" vs HC Košice "Old Boys"